# Silverstone
Silverstone közepes méretű falu Northamptonshire-ben, Angliában, közel Northamptonhoz, Milton Keyneshez és Banburyhez. Fél mérföldre a falutól délre található a silverstone-i versenypálya, mely a világ egyik legtradicionálisabb versenypályája és a Formula–1 brit nagydíj otthona. 
Silverstone helyszínét minden évben több mint 100 000-en látogatják a Formula–1 miatt.
Nagyrészt a Formula 1 teszi ilyen híressé ezt a kis "falucskát".